# انریکو دبرناردی
انریکو دبرناردی (به ایتالیایی: Enrico Debernardi) بازیکن فوتبال و اهل ایتالیا است که از سال ۱۹۱۰ میلادی عضو تیم ملی فوتبال ایتالیا بوده و در ۳ بازی ملی حضور داشته‌است. او در بازی‌های ملی‌اش ۱ گل به ثمر رساند.
انریکو دبرناردی آخرین بازی ملی خود را در سال ۱۹۱۱ میلادی انجام داد.